# Il filosofo di campagna

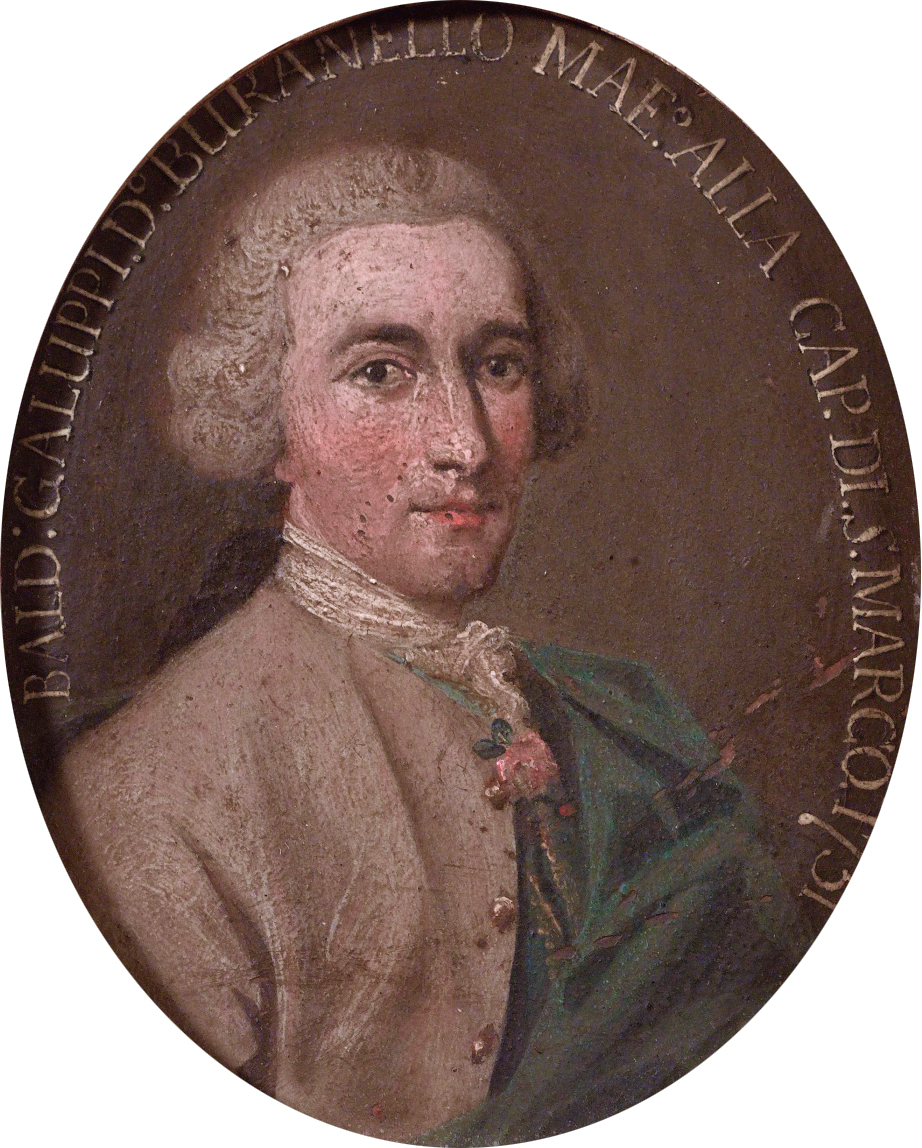
Baldassare Galuppi.

Il filosofo di campagna (Bondefilosofen) är en italiensk opera (dramma giocoso) i tre akter med musik av Baldassare Galuppi och libretto av Carlo Goldoni. Operan hade premiär den 26 oktober 1754 på Teatro San Samuele i Venedig.

## Historia
Galuppis operaproduktion är svår att överblicka eftersom många av hans ca 100 operor fortfarande är skingrade över Europas alla musikbibliotek. Den komiska operaformen (Opera buffa) under 1700-talet uppstod i Neapel, men Galuppi var den förste icke-neapolitanske kompositör som erhöll succé genom sitt nära samarbete med Goldoni. Det var tack vare Galuppis framgångsrika verk som opera buffa etablerade sig jämsides den allvarliga opera seria. 
Galuppi och Goldoni hade alltsedan 1740 producerat en rad operor men Il filosofo di campagna blev deras första långvariga succé. Tillsammans med Pergolesis La serva padrona och Piccinnis La buona figliuola var den en av 1700-talets mest populära operor. Operan hade svensk premiär den 8 november 1780 på Stora Bollhuset i Stockholm.

## Personer
- Don Tritemio (bas)
- Eugenia, Don Tritemios ogifta dotter (sopran)
- Rinaldo, en adelsman förälskad i Eugenia (sopran)
- Nardo, en rik bonde känd som "filosofen" rich farmer (bas)
- Lesbina, Don Tritemios hushållerska (sopran)
- Lena, Nardos brorsdotter (sopran)
- Capocchio, byskrivaren (tenor)

## Handling
Don Tritemo har fallit för den så kallade bondefilosofen Nardos skenbara visdom och vill gifta bort sin dotter Eugenia med honom, fastän hon älskar Rinaldo. Hon allierar sig med sin faderns hushållerska Lesbina som utger sig för att vara Eugenia då Nardo kommer på besök. Han faller genast för den förkläda hushållerskan. Rinaldo berättar för Nardo att Eugenia i själva verket älskar en annan och Nardo avstår storsint från att ta henne till sin hustru. Desto gladare blir han då han får veta att det inte alls är Eugenia han har träffat. Nu kan de båda paren få varandra, och don Tritemo gifter sig med Nardos brorsdotter.